# Tang Deshang
Tang Deshang (chiń. 唐德尚; ur. 2 kwietnia 1991) – chiński sztangista, mistrz świata.

## Kariera
Pierwszy sukces na arenie międzynarodowej osiągnął w 2009 roku, kiedy zdobył srebrny medal w wadze lekkiej podczas igrzysk Azji Wschodniej w Hongkongu. Na rozgrywanych rok później mistrzostwach świata juniorów w Płowdiwie także był drugi, przegrywając tylko z Rumunem Răzvanem Constantinem Martinem. W 2011 roku zwyciężył w wadze lekkiej podczas mistrzostw świata w Paryżu. Wyprzedził tam Rosjanina Olega Czena i swego rodaka, Wu Chao. Nie startował na igrzyskach olimpijskich.

## Osiągnięcia
| Rok  | Zawody             | Miasto | Miejsce | Kategoria | Wynik  |
| ---- | ------------------ | ------ | ------- | --------- | ------ |
| 2011 | Mistrzostwa świata | Paryż  | 1       | do 69 kg  | 341 kg |